# 작셀른역
작셀른역(Sachseln)은 스위스 브뤼닉선에 있는 기차역이다. 첸트랄반이 소유하고 있으며 루체른과 인터라켄을 연결한다. 역은 옵발덴주의 작셀른 시정촌에 있다.

## 운행편
다음 서비스는 작셀른에서 정차한다.
- 인터레기오: 루체른-인터라켄 익스프레스: 루체른과 인터라켄 동역 사이를 매시간 운행한다.
- 루체른 에스반:
  - S5: 루체른과 기스빌 사이를 30분 간격으로 운행한다.
  - S55: 루체른까지 러시아워 서비스.